# Epidendrum lima
Epidendrum lima är en orkidéart som beskrevs av John Lindley. Epidendrum lima ingår i släktet Epidendrum och familjen orkidéer. Inga underarter finns listade i Catalogue of Life.